# Omanaia
Omanaia ist eine kleine Siedlung im Far North District der Region Northland auf der Nordinsel von Neuseeland.

## Geographie
Die Siedlung befindet sich rund 25 km südsüdwestlich von Kaikohe und knapp 7 km südlich von Rawene, einem kleinen Dorf mit Fähranleger am Hokianga Harbour. Durch Omanaia führt der New Zealand State Highway 12, der die Siedlung mit Kaikohe verbindet und westlich fließt der Omanaia River an der Siedlung vorbei.

## Geschichte
In den 1830er Jahren war der Māori-Häuptling von Omanaia, Papahurihia, auch als Te Atua Wera bekannt, Anführer einer nationalistischen Bewegung gegen die Verbreitung des Christentums rund um den Hokianga Harbour. Auch zählte er zu den Unterstützern von Hone Heke, der als Auslöser des sogenannten Flagstaff War (Fahnenmastkrieg) von 1845 gilt.

## Bildungswesen
In der Siedlung befindet sich die Omanaia School, in der Schüler in den Jahrgangsstufen 1 bis 8 unterrichtet werden. Die Schule wurde 2016 von 19 Schüler besucht.